# 幼稚園令
幼稚園令（ようちえんれい）とは1926年（大正15年）4月22日に発布された幼稚園について定めた勅令である。法令番号は大正15年勅令第74号。

## 内容
14条からなり、「幼児を保育し、その心身を健全に発達させ、善良な性情を涵養し、家庭教育を補うこと」を目的とする。（第1条）
設置者
市町村、市町村学校組合、町村学校組合、私人であり、設置・廃止の認可は地方長官が行う。また、小学校に幼稚園を附設することができる。
入園資格
3歳から尋常小学校就学の開始期（6歳未満）に達するまでの幼児。（3歳未満の幼児を入園させることもできる）
職員
園長・保姆（保姆は原則保姆免許を持つ女性。免許状は府県が経費を負担し、小学校教員検定委員会が実施する検定に合格した者に地方長官が授与する。）
保育入園料
徴収する場合は、公立幼稚園では管理者が、私立幼稚園では設立者が地方長官の認可を経て、金額を決める。

## 関連規則
- 「幼稚園令施行規則」（幼稚園令と同日に公布）

## 廃止
- 学校教育法（昭和22年法律第26号）の公布・施行に伴い、1947年（昭和22年）3月31日限りで廃止された。